# Лужердіу
Лужердіу (рум. Lujerdiu) — село у повіті Клуж в Румунії. Входить до складу комуни Корнешть.
Село розташоване на відстані 336 км на північний захід від Бухареста, 23 км на північний схід від Клуж-Напоки.

## Населення
За даними перепису населення 2002 року у селі проживали 389 осіб, усі — румуни. Усі жителі села рідною мовою назвали румунську.